# Cilindri Pugliese

I cilindri assorbitori Pugliese della Littorio in costruzione

Il sistema di protezione subacquea denominata cilindri assorbitori modello Pugliese consisteva in una "struttura ad assorbimento" costituita da grossi cilindri di scarsa resistenza, contenuti nei serbatoi del combustibile, e prendeva il suo nome dall'ingegnere e generale del Genio Navale Umberto Pugliese che ne fu il progettista.
Il sistema venne sperimentato sulle cisterne Brennero e Tarvisio, si dice con ottimi risultati. Fu quindi adottato nella ricostruzione delle vecchie corazzate (classi Cavour e Duilio) e nella costruzione delle nuove Littorio.

## Descrizione

Il sistema Pugliese delle Cavour

Il cuore del sistema consisteva in due cilindri deformabili mantenuti vuoti, collocati dentro una intercapedine tra lo scafo interno e la murata esterna, che era adibita a serbatoio per la nafta e veniva riempita d'acqua quando questa era esaurita. In caso di esplosione di un siluro o di una mina, il liquido avrebbe scaricato l'onda d'urto su tutta la parete del cilindro, che si sarebbe deformato o rotto, assorbendo (da cui il nome) buona parte della potenza esplosiva e riducendo quindi i danni allo scafo interno.
Sulle Littorio i cilindri erano lunghi 120 m (quindi proteggevano circa la metà della nave, dalla prima alla terza torre) ed avevano un diametro massimo di 3,80 m. Sulle corazzate ricostruite correvano fra la prima e la quarta torre, ossia per circa il 60% della lunghezza, ma il diametro era minore e l'efficacia ne risentiva.

## Valutazione
I siluramenti delle navi protette con questo sistema furono:
- a Taranto la Littorio fu colpita da tre siluri, due dei quali fuori del sistema;
- a Taranto la Cavour fu colpita da un siluro con detonatore magnetico che esplose sotto la chiglia, fatto non previsto dagli ideatori del sistema;
- a Taranto la Duilio fu colpita fra le due torri prodiere, ossia in una zona dove i cilindri avevano diametro limitato, e dovette essere portata all'incaglio;
- a Matapan la Vittorio Veneto fu colpita a poppavia della terza torre, ossia fuori del sistema;
- il 14 dicembre 1941 la Vittorio Veneto fu colpita all'altezza della terza torre (ossia dentro il sistema) e contenne bene i danni;
- nella battaglia di mezzo giugno la Littorio fu colpita a proravia della prima torre (ossia fuori del sistema) e contenne bene i danni.

La perdita della Novorossijsk (nome della Giulio Cesare nella marina sovietica) fu dovuta ad una esplosione subacquea sotto la chiglia, ossia un attacco molto simile a quello subito dalla Cavour.
In definitiva, l'efficacia di questa protezione rimane controversa: c'è chi sostiene che proteggeva adeguatamente buona parte del centronave delle Littorio e una parte più piccola sulle corazzate ricostruite. Certamente il sistema non fu messo alla prova dai ben più temibili siluri giapponesi da 610 mm.